# Nelson Festa
Nelson Festa (* ; † 1993) war ein argentinischer Fußballspieler auf der Position des Torwarts. 

## Leben
Festa begann seine Profikarriere beim argentinischen Spitzenklub CA San Lorenzo de Almagro und wechselte anschließend zum Ligakonkurrenten Estudiantes de La Plata, bei dem er nachweislich 1953 spielte.
Danach wechselte er nach Mexiko, wo er zunächst beim Hauptstadtverein América unter Vertrag stand. Seine erfolgreichste Zeit verbrachte er beim CD Zacatepec, mit dem er zwischen 1957 und 1959 zweimal die Copa México (jeweils 2:1 gegen León) sowie je einmal die Meisterschaft und den Supercup (1:0 gegen León) gewann.
Nelson Festa verstarb 1993 bei einem Autounfall.

## Erfolge
- Mexikanischer Meister: 1957/58
- Mexikanischer Pokalsieger: 1957, 1959
- Mexikanischer Supercup: 1958